# Nothofagus fusca
Nothofagus fusca, el haya roja de Nueva Zelanda, es una especie de Nothofagus, endémica de Nueva Zelanda, donde se distribuye tanto en la Isla Norte y en la Isla del Sur. Crece desde baja altitudes hasta las montañas.

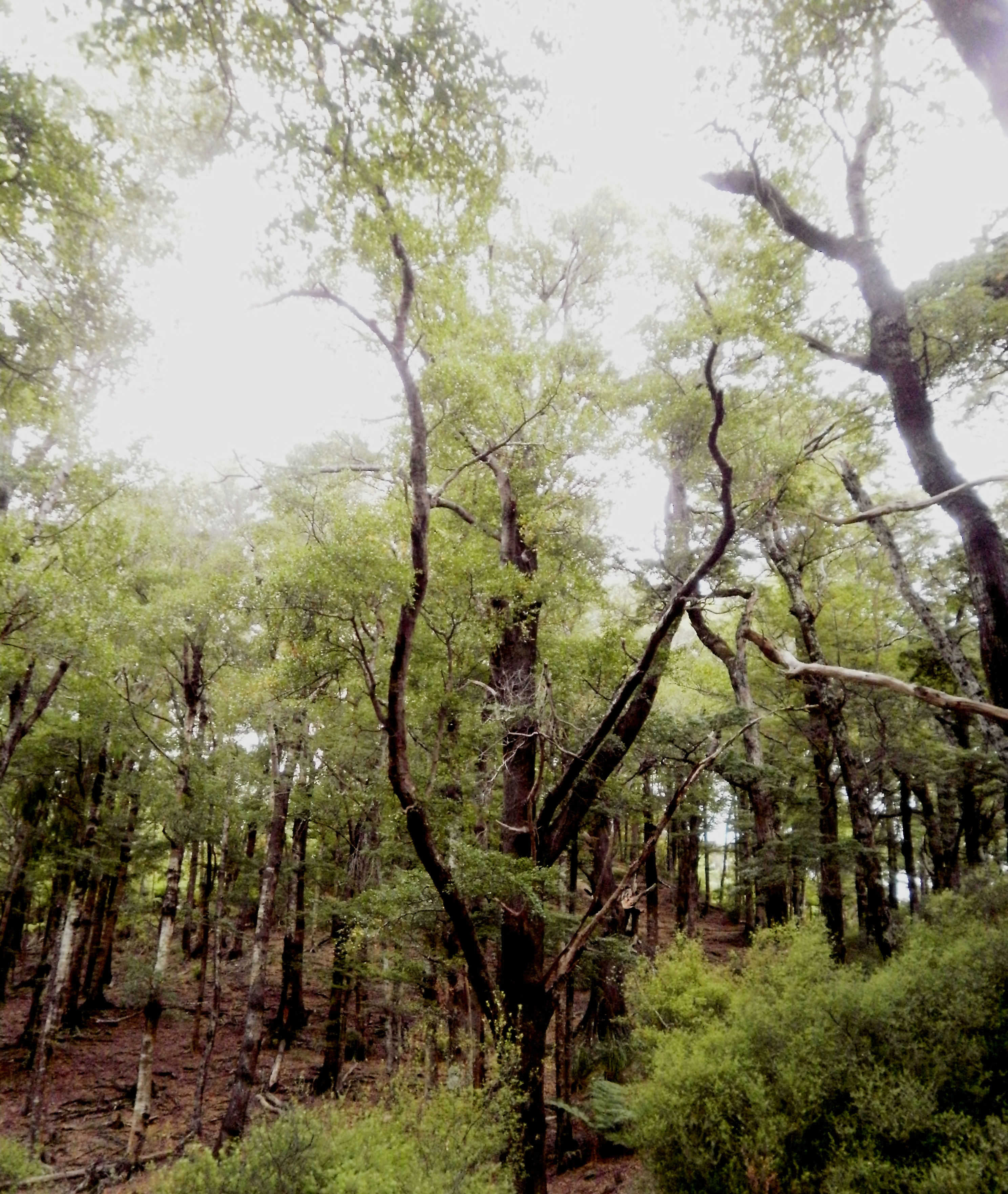
En su hábitat.

## Descripción
Es un árbol perennifolio de 35 m de alto. Las hojas son alternadas, ovoides, de 2 a 4 cm × 1.5 y 3 cm, el margen es distintivamente doble dentado con cada lóbulo teniendo dos dientes. El fruto es una pequeña cúpula que contiene tres semillas

### Usos
Es la única fuente vegetal, aparte de Rooibos (Aspalathus linearis), de C-dihidrocalcona glucósido notofagina.
Es también cultivado como árbol ornamental en regiones con clima oceánico debido a la forma atractiva de sus hojas. Ha sido plantado en Escocia y la costa norte del Pacífico de los Estados Unidos. La madera del haya roja es la más durable de todas las hayas de Nueva Zelanda era usada con mucha frecuencia en pisos en muchas partes de Nueva Zelanda. La madera es excepcionalmente estable cuando está seca y resiste condiciones húmedas.

## Taxonomía
Nothofagus fusca fue descrita por (Hook.f.) Oerst. y publicado en Skrifter Udgivne af Videnskabs-Selskabet i Christiana. Mathematisk-naturvidenskabelig Klass 5(9): 355. 1873.
Etimología
Nothofagus: nombre genérico compuesto de notho = "falso" y Fagus = "haya", nombrándolo como "falsa haya".
fusca: epíteto latíno que significa "oscura"
Variedad aceptada
- Nothofagus fusca var. colensoi (Hook.f.) Cheeseman

Sinonimia
- Fagus fusca Hook.f.
- Nothofagus fusca var. fusca[10][11]